# KZ Salzgitter-Watenstedt

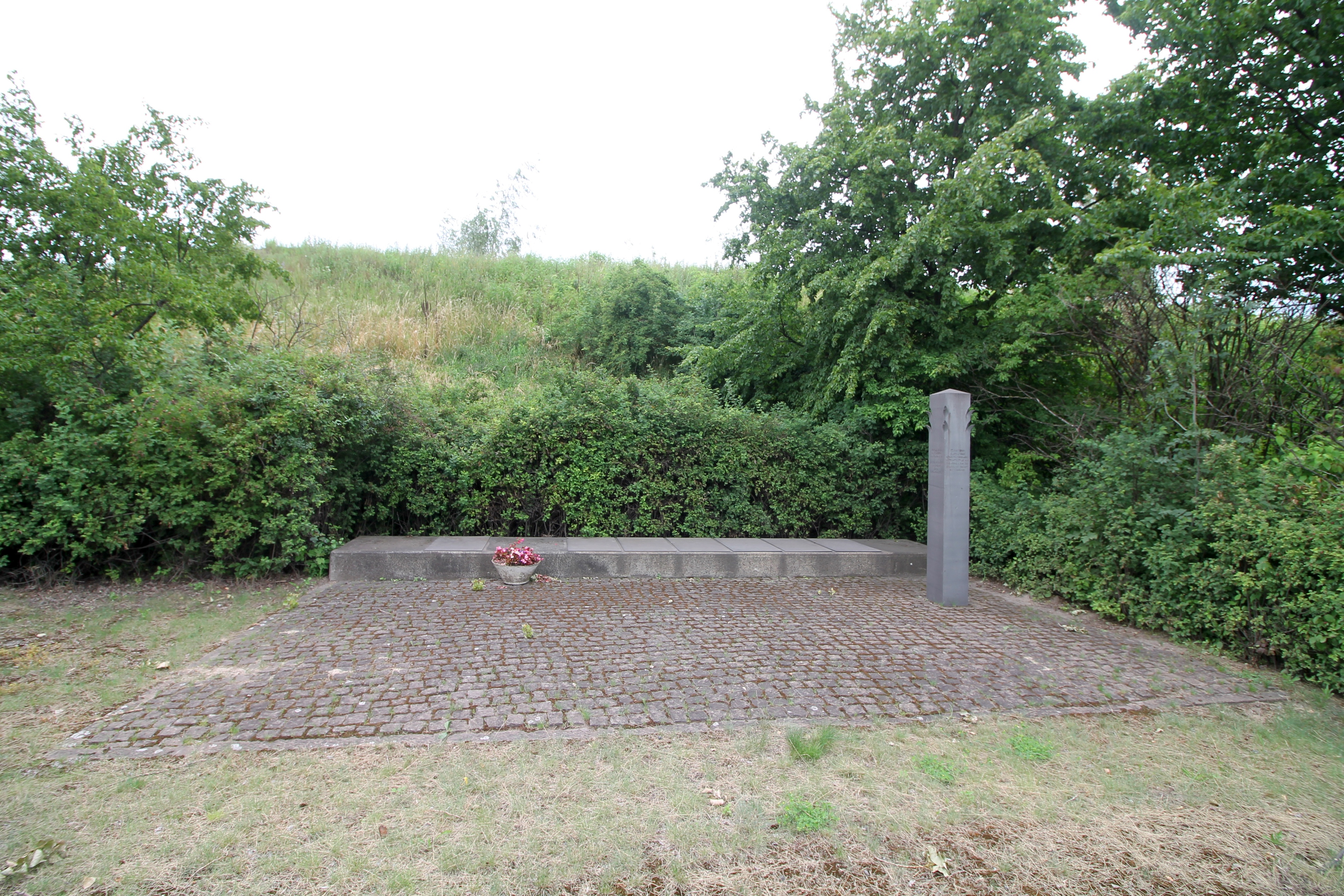
Gedenkstätte an der B248

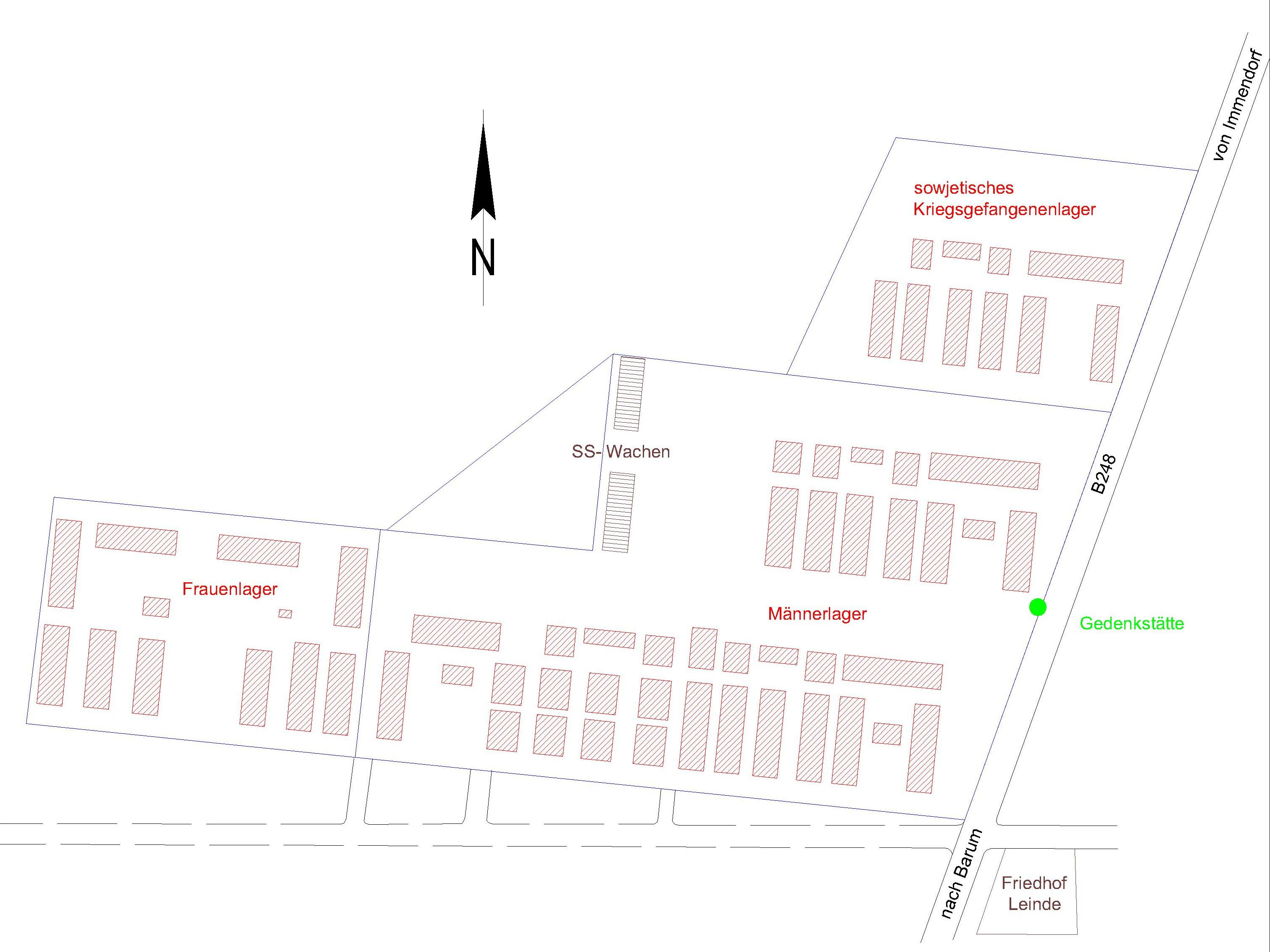
Lageplan des Konzentrationslagers

Im Konzentrationslager Salzgitter-Watenstedt wurden von der SS bis zu etwa 2.000 KZ-Häftlinge in unmittelbarer Nähe des Dorfes Leinde bei Salzgitter-Watenstedt gefangen gehalten, die im Werk der Stahlwerke Braunschweig GmbH arbeiten mussten.

## Lage
Das Lager befand sich westlich der heutigen Bundesstraße 248, nördlich des Leinder Friedhofes im Süden und südlich der Bahngleise, die von Immendorf zum Bahnhof Immendorf-Südost führten. Unmittelbar westlich des Lagers befanden sich die Stahlwerke Braunschweig. Das ehemalige Lagergelände ist heute Industriegebiet.

## Geschichte
In diesem Lager waren von 1941 bis ins Frühjahr 1944 weibliche und männliche Ostarbeiter sowie zivile ausländische Arbeiter und Kriegsgefangene untergebracht.
Das Lager wurde unter Beteiligung von Häftlingen des KZ Salzgitter-Drütte umgebaut und für KZ-Häftlinge vorbereitet, weil die Wehrmacht einen hohen Bedarf an Granaten zu decken hatte, die in den Stahlwerken Braunschweig hergestellt wurden. Nur das Kriegsgefangenenlager des ursprünglichen Lagers blieb bestehen und am 27. Mai 1944 wurden die ersten Häftlinge aus dem KZ Neuengamme ins Lager gebracht. Weitere Transporte von Häftlingen in Juni und August 1944 erhöhten die Anzahl der Inhaftierten auf 2.000. Das Lager wurde am 7. Juli durch ein Frauenkonzentrationslager erweitert und 300 Frauen wurden bei einem ersten Transport aus dem KZ Ravensbrück nach Watenstedt verbracht, dem weitere Transporte mit Frauen folgten. Im Frauenlager lebten Ende März 1945 729 Frauen.
Der Lager- und Arbeitsalltag war geprägt von Gewalt, mangelhafter Ernährung sowie völlig unzureichender Bekleidung, Hygiene und medizinischer Versorgung. Jeden Tag starben unter diesen Verhältnissen, die bewusst herbeigeführt wurden, nach Schätzungen 20 bis 30 Häftlinge.
Das Lager wurde Anfang 1945 als ein (Sterbe-)Lager für kranke KZ-Häftlinge aus dem Raum Braunschweig benutzt, in dem nachweislich mindestens 526 Häftlinge verstarben. Sie wurden auf dem Friedhof im Jammertal bei Salzgitter-Lebenstedt beigesetzt. Gegen Ende des Zweiten Weltkriegs wurden Häftlinge des KZ-Reitschule und des KZ Büssing aus Braunschweig nach Watenstedt gebracht, so dass die Anzahl der ursprünglich 1.000 weiblichen und 2.000 männlichen um 1.000, davon ca. 800 Männer und 200 Frauen, anstieg.
Am 7. April 1945 wurde das Lager von der SS „geräumt“. Die Züge hielten an dem provisorischen Bahnhof des Lagers. Die Kranken kamen in einen gesonderten Zug. Als die Züge abfuhren, blieben 70 Tote am Bahnsteig zurück. Ein Transport lässt sich bis zum 15. April in die Nähe von Berlin verfolgen und ein anderer ging vermutlich zum Konzentrationslager Ravensbrück, wo die Häftlinge bis zum 24./25 April blieben. Ein Teil der Häftlinge kam weiter bis zum KZ Wöbbelin bei Ludwigslust und eine Gruppe der Häftlinge wurde im KZ Malchow befreit. Lagerführer war SS-Scharführer Peter Wiehagen.
Heute befindet sich eine Gedenkstätte für die Opfer des KZ-Außenlagers an der B 248, ungefähr gegenüber der ehemaligen Ortszufahrt.